# نادي النجمة (العراق)
نادي النجمة الرياضي هو فريق كرة قدم عراقي مقره في القادسية، تم تأسيسه عام 2003، يلعب في الدوري العراقي الدرجة الثانية الفريق يلعب في ملعب النجمة في حي العسكري في القادسية.

## التاريخ الإداري
- فالح عبد حاجم
- غانم فاضل
- محمد عبد هاني

## روابط خارجية
- ناديالنجمة على Goalzz.com
- أندية العراق - تواريخ التأسيس